# Tessmannianthus quadridomius
Espèce
Statut de conservation UICN

 LC  : Préoccupation mineure
Tessmannianthus quadridomius est une espèce de plantes à fleurs de la famille des Melastomataceae endémique de Colombie.
Le nom d'espèce fait référence au botaniste José Cuatrecasas (1903-1996) : "quadridomius" est la traduction en Latin de "cuatre casas".

## Publication originale
- Revista de la Academia Colombiana de Ciencias Exactas, Físicas y Naturales XVII(65): 248, f. 1. 1989.